# Giáo hoàng Gioan VI
Gioan VI (Tiếng Latinh: Johnnes VI) là vị giáo hoàng thứ 85 của Giáo hội Công giáo. Theo niên giám tòa thánh năm 1806 thì ông đắc cử Giáo hoàng vào năm 701 và cai quản giáo hội trong 8 năm 2 tháng và 13 ngày. Niên giám tòa thánh năm 2003 xác định triều đại của ông kéo dài từ ngày 10 tháng 10 năm 701 cho tới ngày 11 tháng 1 năm 705.
Joannes sinh tại Ephesus, Hy Lạp. Triều đại của ông ở trong một giai đoạn cực kỳ khó khăn của Kitô giáo, vừa loại trừ quân Saracens ở phía Đông và ở Tây Ban Nha,ông vẫn bảo vệ các quyền lợi của Giáo hội chống lại hoàng đế và chuộc lại nhiều nô lệ.
Joan VI cũng đã phải đương đầu với hoàng đế Phương Tây. Khi hoàng đế Phương Tây cố bỏ tù Đức John thì có một cuộc tổng nổi dậy nhằm bảo vệ ông.